# سرايا السلام
سرايا السلام تنظيم شيعي مسلح في العراق تابع إلى التيار الصدري بقيادة الزعيم الشيعي مقتدى الصدر يمثل الالوية (313 - 314 - 315) في تشكيلات قوات الحشد الشعبي، تم تشكيله بعد سيطرة جماعات مسلحة تتبع لتنظيم داعش على محافظة نينوى وأجزاء واسعة من محافظات صلاح الدين وكركوك والأنبار وديالى كقوة دفاعية عن المساجد والمراقد الشيعية والسنية على حدٍّ سواء والكنائس وسائر المقدسات الدينية في البلاد وانخرطت في القتال ضد تنظيم داعش في عدد من مناطق العراق كسامراء وديالى وآمرلي وجرف الصخر وناحية الإسحاقي وكان لها دور واضح في تلك المناطق حيث تمكنت من تحرير منطقة البحيرات في جرف الصخر وفتح الحصار عن ناحية آمرلي في صلاح الدين وتأمين وتحرير مناطق عديدة في المحافظة أبرزها سامراء والإسحاقي والدجيل والثرثار كما قادت بمعية الجيش العراقي والحشد الشعبي عمليات تحرير جزيرة سامراء، وأغلب عناصر وقيادات التنظيم يتبعون إلى التيار الصدري وهم مقاتلون وقيادات سابقة في جيش المهدي أو لواء اليوم الموعود التنظيمات المسلحة التي تتبع للتيار الصدري وقد تم تجميدها في السنوات الماضية.

## التأسيس
في 10 يونيو 2014 تمكّن تنظيم داعش من بسط سيطرته الكاملة على محافظة نينوى شمال العراق في ظل انسحاب وتقهقر لثلاث فرق من الجيش العراقي بالإضافة إلى قوات الشرطة الاتحادية والمحلية حيث تمكن التنظيم وفي غضون أيام من دخول مركز المحافظة وإعلانها أحد ولايات داعش  على خلفية ذلك وفي يوم 11 يونيو 2014 أعلن مقتدى الصدر وفي بيان نشره موقعه الرسمي عن تأسيس تنظيم تحت اسم سرايا السلام بالتنسيق مع بعض الجهات الحكومية وأوضح أن دورها سيكون حماية المقدسات الدينية في العراق من المراقد والمساجد والحسينيات والكنائس ودور العبادة مطلقا والتي تتعرض لخطر متوقع  وفي بيان لاحق أعقب قتوى الجهاد الكفائي التي أطلقتها المرجعية الدينية في النجف للقتال والتطوع في صفوف القوات الأمنية دعا مقتدى الصدر المتطوعين في صفوف سرايا السلام إلى تنظيم استعراض عسكري في جميع المحافظات التي ضمت ألوية تابعة لهيكلة السرايا  وقد تم الاستعراض بعد أيام قليلة حيث ظهر آلاف من المتطوعين ضمن صفوف سرايا السلام في مختلف المحافظات وهم يحملون أسلحة ثقيلة ومتوسطة وخفيفة تتقدمهم صواريخ وراجمات ومدافع 
أما الهيكلة التنظيمية فقد اعتمدت على أن يتكون التنظيم من 3 فرق كل فرقة تتكون من أربع ألوية واللواء يتكون من أربع أفواج والفوج يتكوّن من سرايا عدة حيث السرية تتكون من 60 إلى 120 متطوع وقد احتوت كل محافظة من محافظات الوسط والجنوب العراقي على لواء واحد أو أكثر يتبع لسرايا السلام .

## النشاط العسكري
انخرطت سرايا السلام في القتال في سامراء بعد أنباء عن سقوط قذائف هاون على مرقدي الإمامين علي الهادي والحسن العسكري حيث انطلقت مجاميع من قوات سرايا السلام من محافظة بغداد وتوجهت إلى سامراء  وتكفلت بحماية المرقد ومحيطه  في الأيام اللاحقة تم سحب قوات أكثر من السرايا وتمكنت من بسط سيطرتها على مناطق واسعة من سامراء واستطاعت قواتها التصدي لهجمات عديدة من تنظيم داعش في مختلف مناطق سامراء وٲعلنت سرايا السلام لاحقا عن تمكنها من تحرير سامراء بالكامل وظلت قواتها مرابطة في المدينة حتى تم تسليمها إلى الجيش العراقي بعد بيان ٲطلقه زعيم التنظيم مقتدى الصدر طالب فيه جميع قوات سرايا السلام في المناطق التي تم تحريرها بالانسحاب وتسليم تلك المناطق إلى القوات الٲمنية  فيما عزا سياسيين وقياديين تابعين للتيار الصدري الانسحاب إلى تدخل القوات الأمريكية في القتال
كذلك فقد حققت سرايا السلام تقدما في محافظة بابل حيث تمكنت من تحرير منطقة البحيرات في جرف الصخر بالكامل بعد أن سيطر عليها تنظيم داعش لفترة طويلة  كذلك فقد ٲعلنت سرايا السلام تمكّنها من تحرير مناطق واسعة من جرف الصخر  وأعلنت لاحقا تسليم جميع هذه المناطق المحررة إلى القوات الٲمنية 
تم تجميد سرايا السلام من قبل مقتدى الصدر إلى حتى إشعار آخر في بيان ٲصدره يوم 17 شباط 2015  وأعلن الصدر في 8 آذار 2015 ببيان نشره مكتبه عن رفع التجميد وزج مقاتلي سرايا السلام في عمليات الموصل  كما أمسك مقاتلو السرايا بعد ذلك البيان مساحات واسعة في جزيرة سامراء والاسحاقي في محافظة صلاح الدين وتكفلت بتحرير ما تبقّى منها .

### جرف النصر
جرف الصخر ناحية تبعد حوالي 60 كم جنوب غرب بغداد وتشكل مثلث حدودي بين شمال بابل وشرق الأنبار وجنوب بغداد وتقع على نهر الفرات واتسمت بأراضيها الزراعية الشاسعة سيطر عليها تنظيم داعش وكان ينطلق من خلالها عناصره لتنفيذ عمليات إرهابية في كربلاء وبابل تدخلت سرايا السلام بشكل مباشر في جرف الصخر في أواخر عام 2014 وبدأت بتنفيذ عمليات واسعة في منطقة البحيرات التي تبلغ مساحتها 12 ألف دونم وتعتبر امتداد طبيعي لمركز ناحية جرف الصخر  وأعلنت سرايا السلام بتاريخ 15 أكتوبر 2014 تمكن قواتها من تحرير كامل منطقة البحيرات وتسليمها إلى القوات الأمنية 

### آمرلي
آمرلي ناحية تابعة لقضاء طوزخورماتو ذات أغلبية تركمانية شيعية في 10 حزيران 2014 قام تنظيم داعش بفرض حصار على المدينة عقب سقوط الموصل وقام خلال فترة الحصار بقطع الماء ومنع دخول الغذاء والدواء للمدينة طيلة 80 يوم وقاوم أهالي المدينة الحصار ومنعوا اجتياح داعش لمدينتهم وتمكنوا من صد هجماته المتكررة على المدينة الهادفة للسيطرة عليها وفي 23 آب 2014 نشر مكتب الصدر بياناً لزعيم التيار الصدري مقتدى الصدر دعا فيه سرايا السلام إلى التنسيق مع القوات الأمنية لإنهاء الحصار على آمرلي  وبالفعل وصلت قوات كبيرة منها إلى أطراف المدينة وبدأت الاستعداد لعملية واسعة لفك الحصار  وأطلقت سرايا السلام عمليات قادمون يا آمرلي وفي 31 آب نجحت قوات مشتركة من الجيش العراقي ووحدات الحشد الشعبي وسرايا السلام بفك الحصار عن مدينة آمرلي ودخلت المدينة من عدة محاور فيما أعلنت سرايا السلام بعد ثلاث أيام تمكّنها من تحرير قرية البو حسن في أطراف مدينة آمرلي 

### ديالى
بعد سيطرة تنظيم داعش على عدد من مناطق محافظة ديالى شمال شرق العراق خاض لواء سرايا السلام في المحافظة بمعية القوات الأمنية العراقية وقوات الحشد الشعبي معارك شرسة ضد التنظيم الإرهابي في عدة مناطق وقرى أسفرت عن مقتل أكثر من 100 من عناصر السرايا في المحافظة  

### جزيرة سامراء
بعد سيطرة داعش على كامل جزيرة سامراء التي تقع غرب مدينة سامراء والتي تعتبر مدينة مقدسة بالنسبة للشيعة وتعد حلقة وصل بين محافظات صلاح الدين والأنبار ونينوى وتمتد لمساحات شاسعة تضم تضاريس مختلفة ومتنوعة وأصبحت ملاذ آمن لمسلحي تنظيم القاعدة وبعد ذلك مسلحي داعش 
أعلنت سرايا السلام بتاريخ 1 آذار 2016 انطلاق عمليات كبرى مشتركة بين الجيش العراقي و الشرطة الاتحادية ومقاتلي سرايا السلام والحشد الشعبي لتحرير هذه الجزيرة  واستمرت المعركة لثلاث أيام تمكّنت خلالها القوات المشتركة من الوصول إلى بحيرة الثرثار بعد أن انطلقت القوات من منطقة خط اللاين وبمساحة محررة تبلغ ما يقرب 42 كليو متر . 

### الإعلام العسكري
بالإضافة إلى جناحه المسلح فإن سرايا السلام تمتلك جناح إعلامي تولّى نشر إصدارات ومقاطع مرئية حول عملياته بالإضافة إلى أفلام وثائقية ومقاطع تعريفية حول أهدافه
- وثائقي أصدره الإعلام العسكري لسرايا السلام
- إصدار مرئي أصدره الإعلام العسكري لسرايا السلام

## سرايا السلام بعد هزيمة داعش
أصدر رئيس مجلس الوزراء عادل عبد المهدي قرار بتنظيم الحشد الشعبي مع تشكيلات الجيش والشرطة وحصر السلاح بيد الدولة، فاستجاب زعيم التيار الصدري مقتدى الصدر وأعلن انفكاك السرايا انفكاكاً تاماً عنه بشرط انهاء جميع الميليشيات وحصر السلاح بيد الدولة إلا أن قرار رئيس مجلس الوزراء لم ينفذ والاحزاب والميليشيات لم تستجب. 

## انظر ايضاً
1. منظمة بدر
2. عصائب اهل الحق
3. كتائب حزب الله
4. حركة النجباء
5. كتائب الامام علي

## وصلات خارجية
1. القناة الرسمية للاعلام العسكري لسرايا السلام في يوتيوب
2. صفحة الاعلام العسكري لسرايا السلام في فيس بوك